# جون س. ألين
جون س. ألين (بالإنجليزية: John C. Allen)‏ هو مصمم أمريكي، ولد في 21 مايو 1907 في فيلادلفيا في الولايات المتحدة، وتوفي في 17 أغسطس 1979.